# Nindirí
Nindirí – miasto w Nikaragui, w departamencie Masaya.